# 劳伦·斯科特
劳伦·斯科特（Luann Bambrough, L'Wren Scott，1964年4月28日—2014年3月17日），是一名美国模特和时装设计师。她是歌手米克·贾格尔的女友。她出演过很多电影。
2014年3月17日，她在曼哈顿的公寓中被发现死亡，其原因仍然未知，证据显示她是因为上吊自尽。